# Ишилай Сайгин
Ишилай Сайгин (тур. Işılay Saygın; 4 квітня 1947, Буджа, Ізмір, Туреччина — 27 липня 2019, Ізмір, Туреччина) — турецька політична діячка, архітектор і міністр.

## Життєпис
Народилася в сім'ї Османа Нурі Сайгина і його дружини Фатьми в районі Буджа ілу Ізмір. Закінчила факультет архітектури Егейського університету.
1973 року зайнялася політикою, вступила в партію справедливості. Протягом двох термінів займала пост глави району. Після перевороту 1980 року позбулася посади. Протягом 1980—1983 років працювала архітекторкою. 1983 року вступила в Націоналістичну демократичну партію, того ж року її обрано від неї в парламент Туреччини. Переобиралася у 1987, 1991, 1995 і 1999 роках. 1986 року НДП розпалася, після цього Сайгин вступила в партію Вітчизни, 1995 року вийшла з неї і вступила в партію істинного шляху, але 1997 року повернулася в партію Вітчизни. 2003 року пішла з політики.
Чотири рази займала міністерські пости. В уряді Тансу Чілер Ишилай Сайгин займала посаду державного міністра з питань жінок та сім'ї, змінивши на цьому посту Айсель Байкал. На цій посаді Сайгин перебувала в період від 5 до 30 жовтня 1995 року. В наступному уряді Чілер вона також займала цей пост аж до лютого 1996 року. Наступного дня Сайгин призначено міністром навколишнього середовища, 6 березня 1996 року її змінив на цій посаді Мустафа Ташар. Після цього прем'єр-міністр Месут Їлмаз призначив Сайгин міністром туризму. Вона займала цю посаду до червня 1996 року. У 54-му і 55-му складах уряду Туреччини Сайгин займала посаду державного міністра.
Зазнала критики з боку феміністок за те, що в січні 1998 року в інтерв'ю заявила, що підтримує введення тестів на вагітність.